# Firmicus bivittatus
Firmicus bivittatus là một loài nhện trong họ Thomisidae.
Loài này thuộc chi Firmicus. Firmicus bivittatus được Eugène Simon miêu tả năm 1895.